# Porter (Maine)
Porter è un comune degli Stati Uniti d'America, situato nello stato del Maine, nella contea di Oxford.